# Klinkerwerk Oranienburg

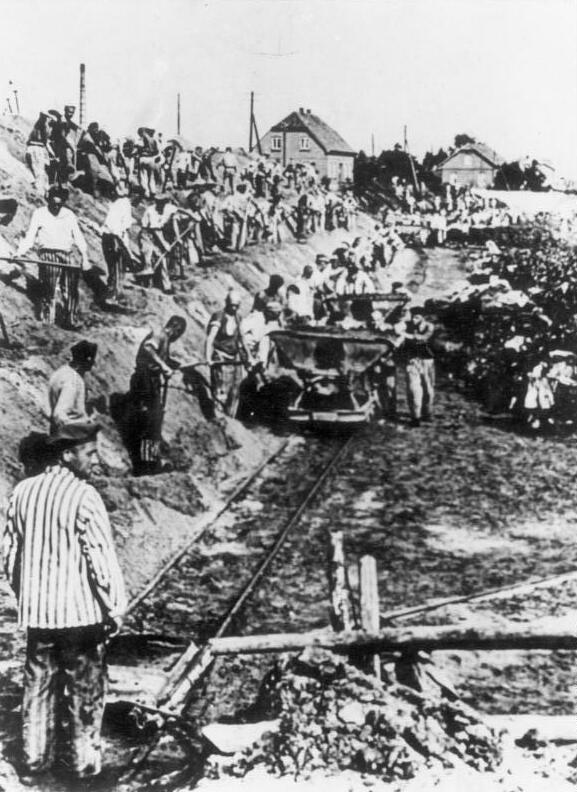
Häftlinge im Klinkerwerk (1940)

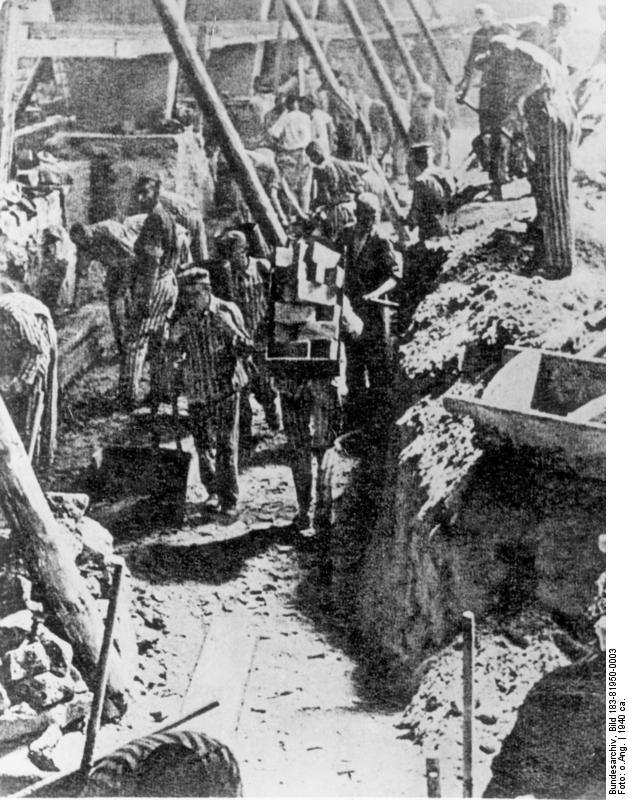
Häftlinge im Klinkerwerk (1940)

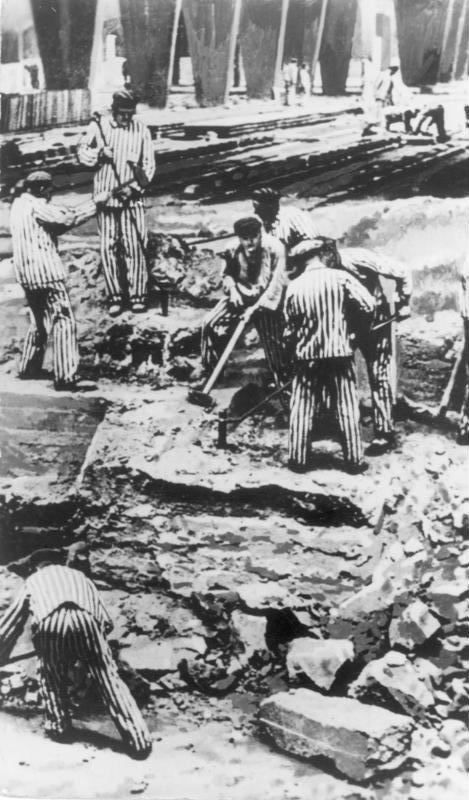
Häftlinge im Klinkerwerk (1940)

Das Klinkerwerk Oranienburg war eine Großziegelei zur Fabrikation von Klinkern und eines der Außenlager des KZ Sachsenhausen.

## Geschichte
In Oranienburg nördlich von Berlin war ab Sommer 1936 das Konzentrationslager Sachsenhausen entstanden. Anders als bei späteren Lagern waren zunächst weder Rüstungsbetriebe angesiedelt worden, noch gab es – der Landesnatur entsprechend – Steinbrüche.
Die Einrichtung eines Werks zur Ziegelsteinproduktion ging auf eine Vereinbarung des Generalbauinspektors für die Reichshauptstadt Albert Speer und des Verwaltungsamts der SS vom Juli 1938 zurück. Ziel war es, die erheblichen Mengen an Baumaterial bereitzustellen, die Speers Planungen für die Umgestaltung Berlins zur Welthauptstadt Germania benötigen würden. Neben der Ziegelei wurden ein Hafenbecken an der Lehnitzschleuse eingerichtet. Arbeitssklaven für den Bau lieferte das KZ Sachsenhausen. Den Betrieb der Großziegelei übernahmen die SS-eigenen Deutschen Erd- und Steinwerke (DESt). Der beauftragte Ingenieur plante allerdings ein Brennverfahren, das für den lokalen Ton nicht geeignet war. Langfristige Umbaumaßnahmen waren die Folge. Die Produktion erreichte nie die ursprünglich angestrebte Qualität.
Das Arbeitskommando Klinker war bei den Häftlingen besonders gefürchtet, da es wegen Erschöpfung und durch Misshandlungen des Wachpersonals fast täglich zu Todesfällen kam.
Für das Klinkerwerk wurde die Tonbahn Sachsenhausen betrieben.
Ab 1940 planten die DESt auf Wunsch von Speer ein Werk zur Natursteinbearbeitung nördlich des Klinkerwerks. Die Bauarbeiten wurden nach zwei Jahren ergebnislos aufgegeben. Stattdessen wurden hier Kabel und Beutegut zur Rohstoffgewinnung zerlegt.
1941 wurden einige Wohnbaracken errichtet, und das Lager galt fortan als eigenständiges KZ-Außenlager. Ab 1942 wurden Handgranaten produziert; das Arbeitskommando Speer verwertete Metallschrott. Ab 1944 produzierten hier die Heinkel-Werke Oranienburg Flugzeugteile.

### Mordaktionen und Bombardierung
Von Juli bis September 1942 fielen hier unter dem Namen „Aktion Klinker“ fast alle damaligen Rosa-Winkel-Häftlinge einer gezielten Mordaktion der Schutzstaffel zum Opfer. Der ehemalige Lagerälteste Harry Naujoks berichtet in seinen Erinnerungen von der Ermordung von 200 Homosexuellen und „Amtsanmaßern“. Der ehemalige Häftling Emil Büge notierte die Namen von 89 Häftlingen, die in den sechs Wochen ermordet wurden.
Der Mordaktion von 1942 wurde am 30. Juni 2002 und am 26. August 2007 mit einem temporären Denkmal aus 200 Gedenksteinen gedacht.
Am 10. April 1945 bombardierte die US-Luftwaffe die Werksanlagen und zerstörte sie fast vollständig, viele Häftlinge wurden durch diesen Angriff getötet, noch heute liegen Überreste der Opfer auf dem Gelände und im angrenzenden Kanal. Die SS löste daraufhin das Außenlager auf und verlegte die Häftlinge zurück in das Hauptlager nach Sachsenhausen.

### Nach Kriegsende
Nach dem Ende des Zweiten Weltkriegs wurden die Maschinen und Geräte des Werkes, soweit sie nicht zerstört waren, in die Sowjetunion abtransportiert. 1948 sprengte die Rote Armee die verbliebenen Bauten und ebnete das Gelände ein. 1951 wurde das Areal an die Stadt Oranienburg übergeben, von 1966 bis 1989 nutzte die Nationale Volksarmee es als Übungsgelände. 1991 wurde das Gelände als Gewerbegebiet ausgewiesen. Unter anderem nutzt seitdem eine Betonfirma das Gebiet um den Hafen. Proteste von ehemaligen Häftlingen führten 1992 zu einem Stopp weiterer Gewerbeansiedlung. Im Jahr 1996 wurde das gesamte Gelände unter Denkmalschutz gestellt. Ein Jahr später wurde beschlossen, dass ein Geschichtspark an die frühere Nutzung des Areals erinnern soll, ein erster provisorischer Gedenkort am Hafen wurde eingerichtet. Pläne der Stadt Oranienburg aus dem Jahr 2000 sehen vor, dass im Geschichtspark eine landschaftsplanerische Gestaltung an die einstigen Ausmaße des Werkes erinnern soll. Entlang der früheren Trassen sollte ein Wegesystem entstehen. Hierzu kam es bis jetzt unter Verweis auf die Munitionsbelastung des Gebietes nicht. Allerdings erinnern an mehreren Orten auf dem Areal Tafeln und Installationen an das Werk.

## Film
- Blutiger Boden, reiche Gewinne. Die Wirtschaftsmacht der SS, Dokumentarfilm, 52 min, ORF/3sat/Hengster Filmproduktion 2023, Buch und Regie: Andreas Kurz.